# 중국국민당 혁명위원회

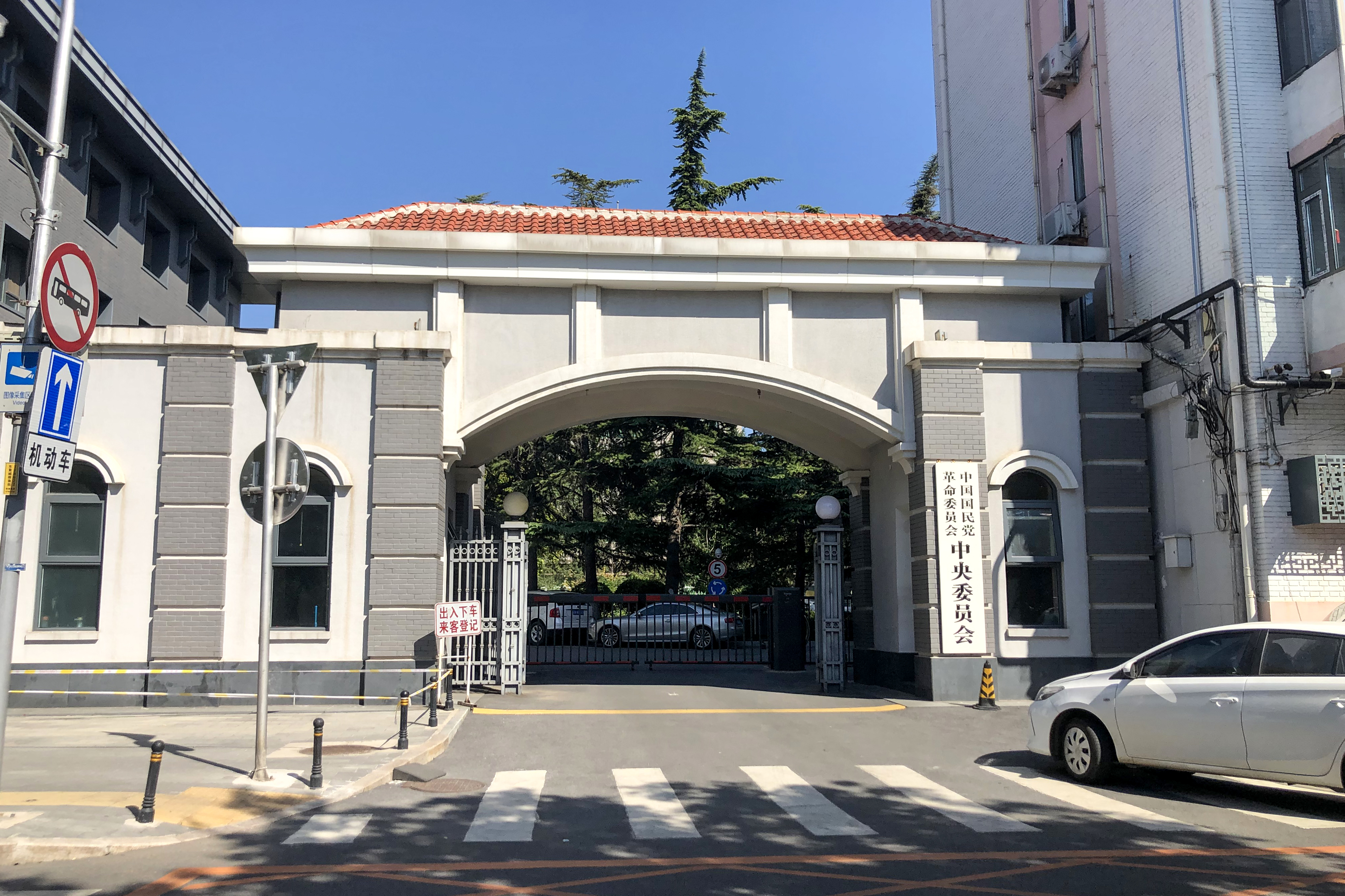

중국국민당 혁명위원회(중국어 간체자: 中国国民党革命委员会, 정체자: 中國國民黨革命委員會, 병음: Zhōngguó Guómíndǎng Gémìngwěiyuánhuì)는 중화인민공화국의 민주당파 정당으로, 약칭은 민혁(民革)이다.
국민당 혁명위원회는 1948년 1월, 국공 내전이 점차 공산 세력의 승리로 기울어지자 국민 정부의 장제스를 반대하던 국민당 좌파 계열 세력들이 중국국민당에서 탈당하여 새롭게 창당한 정당이다. 초대 주석은 국민당 군대를 이끌며 장제스와 사사건건 불화를 겪었던 리지선이 맡았으며, 명예 주석은 쑨원의 아내이자 중화소비에트공화국과 대장정 이후 옌안 중국 공산당의 협력자, 코민테른 혁명가였던 쑹칭링이 맡았다. 국민당 혁명위원회는 1948년에 중국 공산당에 협력하는 군소 정당으로 창당된 직후, 자신들이 중국 공산당의 마오쩌둥주의 기치 하에서 쑨원의 정치적 후계자 지위에 있다고 선언하였다.
국민당 혁명 위원회는 한국전쟁 기간에 항미원조 운동에 참여하고 중국 공산당이 우리나라 한반도 전장에 지원군, 위문단 등을 파견하는 데 협력하였다.
2017년 말 기준으로 약 131,410명의 당원이 있으며, 중화인민공화국 내 민주당파 중에서 당원수로 랭킹 6위에 놓여 있다.
국민당 혁명 위원회는 현재 시짱 자치구를 제외한 중화인민공화국 내의 성, 자치구, 직할시에 당지부를 두고 있으며, 총부는 베이징에 있다.

## 같이 보기
- 중국국민당
- 중화인민공화국의 정치
- 중화인민공화국의 정당